# Teresa Saponangelo
Teresa Saponangelo (Taranto, 22 ottobre 1973) è un'attrice italiana, vincitrice del David di Donatello alla migliore attrice non protagonista per È stata la mano di Dio.

## Biografia
Nata a Taranto, è cresciuta a Napoli, da padre tarantino ("Quando mio padre è morto in un incidente sul lavoro, era marinaio, avevo due anni") e madre napoletana. Dopo il diploma di liceo scientifico si laurea al DAMS dell'Università degli Studi Roma Tre e dal 1987 partecipa al corso triennale di formazione teatrale con P. Amato. Partecipa a stage con: Michele Monetta, Giorgio Albertazzi, Peppe Sollazzo, Hal Yamanouchi, Francis Pardheian, Jean-Paul Denizon e Philippe Gaulier. Calca la prima volta il palcoscenico per Dentro la cronaca dentro la storia dello stesso Amato, nel 1988.
Il vero esordio avviene l'anno seguente a Napoli con la tradizione de Lu cunto de li cunti. Nel 1994 conclude il primo anno alla scuola d'arte drammatica della Calabria diretta da L. Lucignani. Si trasferisce a Roma e debutta al cinema nel film Il verificatore di Stefano Incerti. Nel 1996 esordisce in radio con la Serata in onore di Vittorio Gassman, con la regia dello stesso Gassman per il Progetto Ronconi - Teatro alla radio.
Debutta in televisione nel 1998 con un ruolo minore nel telefilm Un medico in famiglia per la regia di Anna Di Francisca. Nel 2000, con il ruolo di Imma, viene candidata al Nastro d'argento alla migliore attrice protagonista per In principio erano le mutande di Anna Negri, e in Te lo leggo negli occhi (2004) di Valia Santella è Chiara, la protagonista femminile. Nello stesso 2004 dà vita a "Tournesol", un'associazione per mettere in scena i suoi progetti.

### Carriera

#### Cinema
Nel 1995 lavora in Ferie d'agosto di Paolo Virzì e in Pianese Nunzio, 14 anni a maggio di Antonio Capuano. Nel 1996 interpreta Giusi per Le acrobate di Silvio Soldini: il film è girato proprio nella sua città natale, Taranto, e qui conoscerà Maria, cassiera in un supermercato, che vive con la figlia. Tra le parti più significative: Polvere di Napoli, ancora di Capuano (1997), protagonista dell'episodio Le nozze; In principio erano le mutande (1998); nel 1999, in Tutto l'amore che c'è, viene diretta dal pugliese Sergio Rubini, con l'attore barese Michele Venitucci. Poi è la protagonista in Fratelli di sangue di Nicola De Rinaldo (2001); nella primavera 2006 è la protagonista femminile in un'opera prima per la regia di Silvana Maja, anche autrice del libro da cui è tratto il film, Ossidiana, in cui recita nella parte di Maria Palligiano, la pittrice napoletana morta suicida, con Renato Carpentieri nel ruolo di Emilio Notte.
Tra i film italiani della stagione 2007-2008 recita in Bianco e nero di Cristina Comencini.
È la voce narrante di Vogliamo anche le rose, un documentario realizzato nel 2007 da Alina Marazzi. Partecipa ad alcuni corti. Infine Il Canto di Partenope, realizzato nell'ambito del convegno “il castello Svelato”, con sceneggiatura di Sandro Dionisio e Antonella Cilento.
Nel 2021 interpreta il ruolo di Maria Schisa nel film È stata la mano di Dio, diretto dal regista premio Oscar Paolo Sorrentino. 

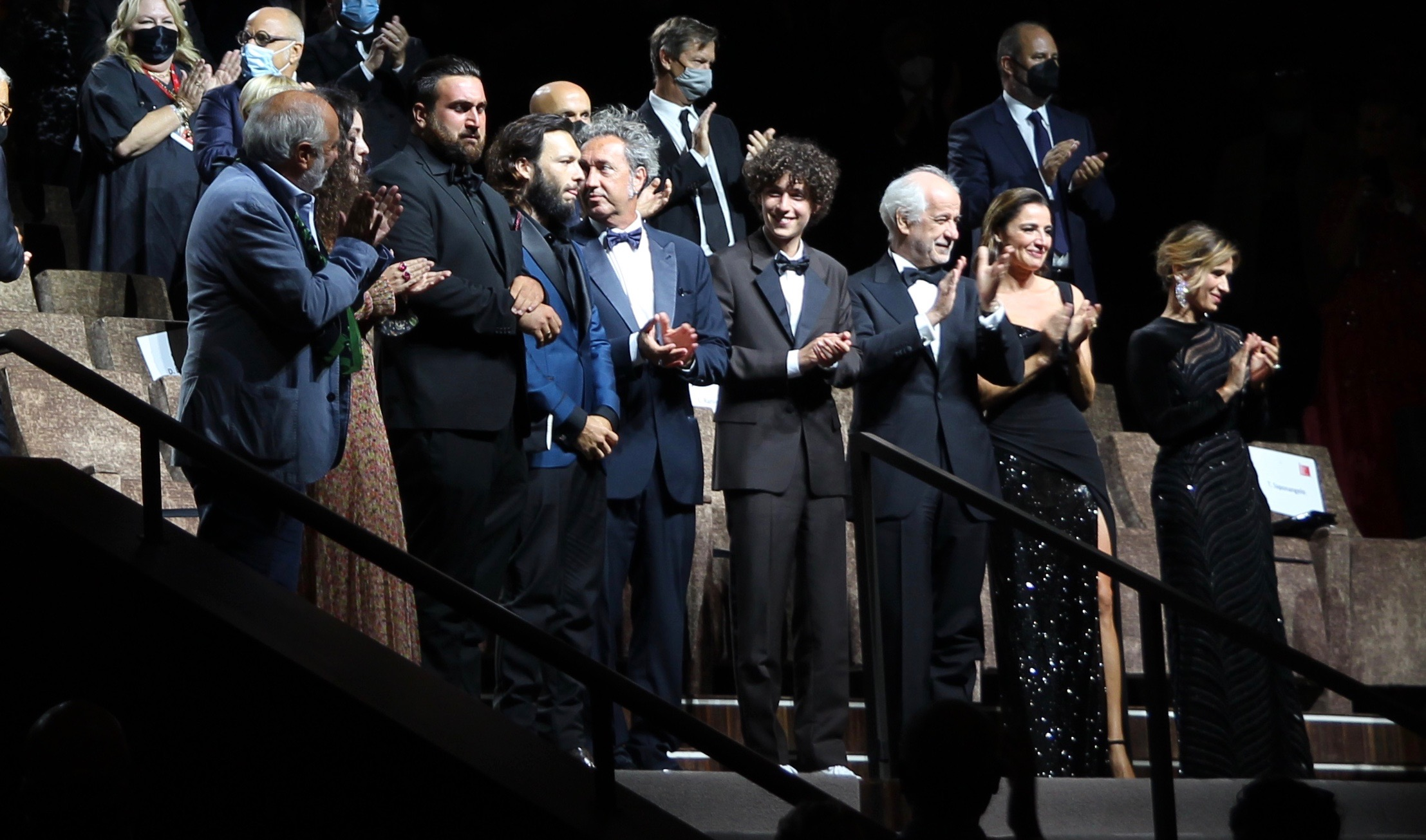
Prima veneziana per È stata la mano di Dio

#### Televisione
Partecipa con un ruolo minore alla quarta stagione del telefilm La squadra, su Raitre nel 2003 e successivamente, dal 2008, è nel cast fisso di tutte e tre le stagioni del telefilm La nuova squadra, nel ruolo del sovrintendente di polizia Alessia Marciano. A giugno 2006 va in onda la miniserie televisiva Attacco allo Stato, composta da due puntate, dove è co-protagonista insieme a Raoul Bova, per la regia di Michele Soavi. Nel 2009 presenta il programma Cartellone di Palco e retropalco. Ha il ruolo di Maddalena nella serie TV di Rai 1 La dama velata del 2015.
Dal 20 ottobre 2022 è nella serie televisiva, trasmessa in prima serata su Rai 1, Vincenzo Malinconico, avvocato d'insuccesso, nel ruolo di Nives, ex moglie dell'avvocato.
Nel 2025 è protagonista nella serie Netflix Sara - La donna nell’ombra.

#### Radio
Nel 1998 partecipa a Don Giovanni Involontario e nel 1999 a Bordello di mare con città, trasmissioni dirette da Toni Servillo, poi per Storyville, nel 2005 Ben Harper, regia di A. Bottini e nel 2006 Enzo Jannacci, regia di F. Mandica.

#### Teatro
Nel 2000 ottiene il premio Ubu per la migliore attrice non protagonista per Il Tartufo di Molière, ove recita la parte di Dorina, diretta da Servillo (opera poi ripresa nel 2002). È importante il monologo Flusso di coscienza dell’intellettuale Giana in atto di fellatio tratto da Petrolio di Pier Paolo Pasolini, per la regia di Antonio Capuano, in scena nella stagione 2004-2005, nell'ambito del progetto “Petrolio”, a cura di Mario Martone.
Dal libro Il mondo deve sapere è tratta l'opera teatrale omonima, di David Emmer e Teresa Saponangelo, in aprile 2008, che ispira la sceneggiatura di un film. È il diario di una telefonista precaria dal romanzo di Michela Murgia. Tra febbraio e marzo 2011 è al Teatro Vascello di Roma con Marble, dell'autrice irlandese Marina Carr, in cui interpreta il ruolo di Katherine, per la regia di Paolo Zuccari.

## Filmografia

### Cinema
- Il verificatore, regia di Stefano Incerti (1994)
- Compagna di viaggio, regia di Peter Del Monte (1995)
- Ferie d'agosto, regia di Paolo Virzì (1995)
- Isotta, regia di Maurizio Fiume (1995)
- Pianese Nunzio, 14 anni a maggio, regia di Antonio Capuano (1995)
- Le acrobate, regia di Silvio Soldini (1996)
- I vesuviani, regia di Stefano Incerti (1996)
- Polvere di Napoli, regia di Antonio Capuano (1997)
- Le mani forti, regia di Franco Bernini (1997)
- In principio erano le mutande, regia di Anna Negri (1998)
- Dolce far niente, regia di Nae Caranfil (1998)
- Baal, regia di Marcello Cava (1999)
- Tutto l'amore che c'è, regia di Sergio Rubini (1999)
- L'amore è cieco, regia di Fabrizio Laurenti (2001)
- Due amici, regia di Spiro Scimone e Francesco Sframeli (2001)
- La vita degli altri, regia di Nicola De Rinaldo (2002)
- Oktoberfest, regia di Johannes Brunner (2004)
- Te lo leggo negli occhi, regia di Valia Santella (2004)
- Ossidiana, regia di Silvana Maja (2006)
- Bianco e nero, regia di Cristina Comencini (2007)
- Tutta la vita davanti, regia di Paolo Virzì (2008)
- La pecora nera, regia di Ascanio Celestini (2010)
- Cosa voglio di più, regia di Silvio Soldini (2010)
- Il paese delle spose infelici, regia di Pippo Mezzapesa (2011)
- La stoffa dei sogni, regia di Gianfranco Cabbiddu (2014)
- Gramigna, regia di Sebastiano Rizzo (2017)
- Il bene mio, regia di Pippo Mezzapesa (2017)
- Porcelain, regia di Jenneke Boeijink (2019)
- Il buco in testa, regia di Antonio Capuano (2020)
- È stata la mano di Dio, regia di Paolo Sorrentino (2021)
- I nostri ieri, regia di Andrea Papini (2022)
- Nata per te, regia di Fabio Mollo (2023)
- I limoni d'inverno, regia di Caterina Carone (2023)

### Televisione
- Un medico in famiglia – serie TV (1998)
- Isolati, regia di David Emmer (2003)
- La squadra – serie TV, quarta stagione (2003)
- Luisa Sanfelice, regia di Paolo e Vittorio Taviani – miniserie TV (2004)
- La omicidi, regia di Riccardo Milani – miniserie TV (2004)
- Abbasso il frollocone, regia di David Emmer (2004)
- Taccuini d'amore, regia di Valia Santella (2005)
- Bla Bla Bla, regia di David Emmer – programma TV (2005)
- Il condominio, regia di Massimo Martelli (2006)
- Attacco allo Stato, regia di Michele Soavi – miniserie TV (2006)
- La nuova squadra – serie TV (2008-2009)
- Cartellone di Palco e retropalco (2009)
- Rossella – serie TV (2010-2012)
- Spot Ministero della Pubblica Istruzione, regia di D. Emmer (2012)
- Squadra antimafia 6 – serie TV, 10 episodi, ruolo: Carmela Ragno (2014)
- Squadra antimafia 7 – serie TV, 9 episodi, ruolo: Carmela Ragno (2015)
- La dama velata – serie TV (2015)
- Questo è il mio paese, regia di Michele Soavi – miniserie TV (2015)
- Il Sindaco Pescatore, regia di Maurizio Zaccaro – film TV (2016)
- Sirene – serie TV (2017)
- Purché finisca bene - Basta un paio di baffi – serie TV (2019)
- Vivi e lascia vivere – serie TV (2020)
- Vincenzo Malinconico, avvocato d'insuccesso – serie TV (2022-2024)
- Il nostro generale – serie TV, 4 episodi (2023)
- Sara - La donna nell’ombra – serie TV, 6 episodi (2025)

### Cortometraggi
- Sesso sereno, regia di G. Greco (1995)
- Gioco di squadra, regia di Claudio Del Punta (1996)
- Il ventaglio, regia di Emanuela Giordano (2005)
- ReCuiem, regia di Valentina Carnelutti (2013)

## Teatro
- Dentro la cronaca dentro la storia (1988)
- Da lu cuntu de li cunti, regia di P. Amato (1989)
- L'isola che non c'è, regia di S. Marcucci (1995)
- Ce penza mammà, regia di Giacomo Rizzo (1995)
- Miles Gloriosus Plauto, regia di V. Zingaro (1997)
- Lo Scarfaliett, regia di A. Avallone (1998)
- Le metamorfosi di Savinio, regia di M. Cava (1999)
- Il tartufo, regia di Toni Servillo (2000)
- I dieci comamdamenti, regia di Mario Martone (2000)
- Camere separate, regia di L. Guadagnino (2003)
- Le metamorfosi, regia di Giorgio Barberio Corsetti (2003)
- Monologo dell'intellettuale Giana, regia di Antonio Capuano (2004)
- L'orso e la domanda di matrimonio di Anton Čechov, regia di F. Saponaro (2005)
- Il mondo deve sapere, regia di David Emmer (2008)
- Marble, regia di P. Zuccari (2011)
- La palestra, regia di V. Cruciani (2011)
- Il coraggio di Adele, regia di G. Rappa (2012)
- Due donne che ballano - Mise en espace, regia di V. Cruciani (2012)
- Making Babies, regia di F. Cerlino (2014)
- Il sogno di Cordelia, regia di V. Binasco (2015)
- Sviluppo di donna Lionora, regia di A. Felli (2016)
- Fine di donna Lionora, regia di A. Cutolo (2016)
- Sogno d'autunno, regia di V. Binasco (2017)
- Le serve di Jean Genet, regia di A. Capuano (2017)
- Il sacrificio di Éva Izàsk, regia di A. Felli (2017)
- Metamorfosi, regia di A. Pizzi (2018)

## Radio
- Serata in onore di Vittorio Gassman, regia di Vittorio Gassman (1996)
- Don Giovanni Involontario (1998 – Toni Servillo)
- Bordello di mare con città (1999 – Toni Servillo)
- Storyville Ben Harper (2005 – A. Bottini)
- Storyville Enzo Jannacci (2006 – F. Mandica)
- Dottor Djembè, con S. Bollani, David Riondino, M. Guerrini (2011)

## Riconoscimenti

### Cinema
- Mostra internazionale d'arte cinematografica
  - 2021 - Premio Pasinetti migliore attrice per È stata la mano di Dio

- David di Donatello
  - 2022 - Migliore attrice non protagonista per È stata la mano di Dio

- Nastro d'argento
  - 2000 - Candidatura a migliore attrice protagonista per In principio erano le mutande
  - 2003 - Candidatura a migliore attrice non protagonista per Due amici
  - 2005 - Candidatura a migliore attrice non protagonista per Te lo leggo negli occhi
  - 2021 - Migliore attrice protagonista per Il buco in testa
  - 2022 - Migliore attrice protagonista per È stata la mano di Dio

- Ciak d'oro
  - 2000 - Candidatura a migliore attrice non protagonista per Tutto l'amore che c'è
  - 2021 - Candidatura a migliore attrice protagonista per Il buco in testa
  - 2022 - Candidatura a migliore attrice protagonista per È stata la mano di Dio
  - 2023 - Candidatura a migliore attrice protagonista per I limoni d'inverno

- Premio " De Santis "
  - 1999 - Miglior attrice emergente dell'anno
- Targa ANEC - 1999
- Premio " Fice " - 2004
- CinEuphoria Awards - 
  - 2022 - Candidatura a migliore attrice non protagonista per È stata la mano di Dio
  - 2022 - Candidatura a migliore duo, con Toni Servillo
  - 2022 - Miglior cast

### Teatro
- Premio Ubu
  - 2000 - Miglior attrice non protagonista per Il Tartufo